# Дженнаро Дельвеккіо
Дженнаро Дельвеккіо (італ. Gennaro Delvecchio; нар. 25 березня 1978, Барлетта) — італійський футболіст, що грав на позиції півзахисника. По завершенні ігрової кар'єри — тренер.
Виступав, зокрема, за клуб «Сампдорія», а також національну збірну Італії.

## Клубна кар'єра
Народився 25 березня 1978 року в місті Барлетта. Вихованець футбольної школи місцевого однойменного клубу.
У дорослому футболі дебютував 1995 року виступами за команду «Мельфі», представника Національного аматорського чемпіонату, п'ятого за силою італійського дивізіону, в якій провів три сезони, взявши участь у 97 матчах.
Згодом протягом 1998—2002 років грав за низку команд третього та четвертого дивізіонів, після чого уклав контракт з друголіговою «Перуджою», щоправда продовживши грати у Серії C1 за «Самбенедеттезе» на умовах оренди. 2003 року нарешті дебютував у Серії B, також на умовах оренди захищаючи кольори «Катанії», а сезон 2004/05 провів на тому ж рівні вже у складі команди свого клубу «Перуджі».
На сезон 2005/06 був відданий в оренду до «Лечче», у складі якого у 27-річному віці дебютував в іграх Серії A. У першому ж сезоні на цьому рівні новачок елітного дивізіону продемонстрував рівень гри, який не лише зацікавив у його послугах представників інших вищолігових команд, але й заробив йому виклик до національної збірної Італії.
Влітку 2006 року перейшов до лав «Сампдорії», у складі якої протягом трьох сезонів був основним гравцем на рівні Серії A, після чого перейшов до добре йому відомої «Катанії», що вже також змагалася в еліті італійського футболу. У цій команді досвідчений півзахисник вже не мав стабільного місця у складі і використовувався у ротації, а першу половину 2011 року провів в оренді у друголіговій «Аталанті».
Згодом ще встиг пограти за «Лечче» та друголігові «Гроссето» і «Барі». Виступами за останній у віці 36 років закінчив ігрову кар'єру.

## Виступи за збірну
2006 року отримав виклик до лав національної збірної Італії. 16 серпня взяв участь у товариському матчі зі збірною Хорватії, який став його єдиною грою у формі національної команди.

## Кар'єра тренера
Розпочав тренерську кар'єру невдовзі по завершенні кар'єри гравця, 2015 року, увійшовши до тренерського штабу «Мельфі», команди, в якій свого часу починав дорослу ігрову кар'єру.

## Статистика виступів

### Статистика клубних виступів
| Сезон                      | Команда                    | Чемпіонат                  | Чемпіонат | Чемпіонат | Національний кубок | Національний кубок | Національний кубок | Континентальні кубки | Континентальні кубки | Континентальні кубки | Інші змагання | Інші змагання | Інші змагання | Усього | Усього |
| Сезон                      | Команда                    | Ліга                       | Ігор      | Голів     | Ліга               | Ігор               | Голів              | Ліга                 | Ігор                 | Голів                | Ліга          | Ігор          | Голів         | Ігор   | Голів  |
| -------------------------- | -------------------------- | -------------------------- | --------- | --------- | ------------------ | ------------------ | ------------------ | -------------------- | -------------------- | -------------------- | ------------- | ------------- | ------------- | ------ | ------ |
| 1995–96                    | «Мельфі»                   | CND                        | 32        | 1         | -                  | -                  | -                  | -                    | -                    | -                    | -             | -             | -             | 32     | 1      |
| 1996–97                    | «Мельфі»                   | CND                        | 32        | 8         | -                  | -                  | -                  | -                    | -                    | -                    | -             | -             | -             | 32     | 8      |
| 1997–98                    | «Мельфі»                   | CND                        | 33        | 6         | -                  | -                  | -                  | -                    | -                    | -                    | -             | -             | -             | 33     | 6      |
| Усього за «Мельфі»         | Усього за «Мельфі»         | Усього за «Мельфі»         | 97        | 15        |                    | -                  | -                  |                      | -                    | -                    |               | -             | -             | 97     | 15     |
| 1998–99                    | «Джуліанова»               | C1                         | 1         | 0         | КІ-C               | -                  | -                  | -                    | -                    | -                    | -             | -             | -             | 1      | 0      |
| 1999–00                    | «Кастровілларі»            | C2                         | 29        | 3         | КІ-C               | -                  | -                  | -                    | -                    | -                    | -             | -             | -             | 29     | 3      |
| серп.-вер. 2000            | «Катанія»                  | C1                         | 0         | 0         | КІ-C               | 3                  | 0                  | -                    | -                    | -                    | -             | -             | -             | 3      | 0      |
| вер. 2000–01               | «Катандзаро»               | C2                         | 26+2      | 2         | КІ-C               | -                  | -                  | -                    | -                    | -                    | -             | -             | -             | 28     | 2      |
| 2001–02                    | «Самбенедеттезе»           | C2                         | 22+4      | 2+1       | КІ-C               | 1                  | 1                  | -                    | -                    | -                    | -             | -             | -             | 27     | 4      |
| 2002–03                    | «Самбенедеттезе»           | C1                         | 30+2      | 5         | КІ-C               | 2                  | 0                  | -                    | -                    | -                    | -             | -             | -             | 34     | 5      |
| Усього за «Самбенедеттезе» | Усього за «Самбенедеттезе» | Усього за «Самбенедеттезе» | 52+6      | 7+1       |                    | 3                  | 1                  |                      | -                    | -                    |               | -             | -             | 61     | 9      |
| 2003–04                    | «Катанія»                  | B                          | 27        | 8         | КІ                 | 1                  | 0                  | -                    | -                    | -                    | -             | -             | -             | 28     | 8      |
| 2004–05                    | «Перуджа»                  | B                          | 33+4      | 6         | КІ                 | 2                  | 0                  | -                    | -                    | -                    | -             | -             | -             | 39     | 6      |
| 2005–06                    | «Лечче»                    | A                          | 29        | 4         | КІ                 | -                  | -                  | -                    | -                    | -                    | -             | -             | -             | 29     | 4      |
| 2006–07                    | «Сампдорія»                | A                          | 31        | 5         | КІ                 | 7                  | 2                  | -                    | -                    | -                    | -             | -             | -             | 38     | 7      |
| 2007–08                    | «Сампдорія»                | A                          | 26        | 2         | КІ                 | 3                  | 0                  | I+КУЄФА              | 0+4                  | 1                    | -             | -             | -             | 33     | 3      |
| 2008–09                    | «Сампдорія»                | A                          | 28        | 6         | КІ                 | 4                  | 0                  | КУЄФА                | 6                    | 0                    | -             | -             | -             | 38     | 6      |
| Усього за «Сампдорію»      | Усього за «Сампдорію»      | Усього за «Сампдорію»      | 85        | 13        |                    | 14                 | 2                  |                      | 10                   | 1                    |               | -             | -             | 109    | 16     |
| 2009–10                    | «Катанія»                  | A                          | 17        | 0         | КІ                 | 2                  | 0                  | -                    | -                    | -                    | -             | -             | -             | 19     | 0      |
| 2010-січ. 2011             | «Катанія»                  | A                          | 7         | 0         | КІ                 | 3                  | 0                  | -                    | -                    | -                    | -             | -             | -             | 10     | 0      |
| січ.-черв. 2011            | «Аталанта»                 | B                          | 15        | 1         | КІ                 | -                  | -                  | -                    | -                    | -                    | -             | -             | -             | 15     | 1      |
| 2011-січ. 2012             | «Катанія»                  | A                          | 13        | 1         | КІ                 | 0                  | 0                  | -                    | -                    | -                    | -             | -             | -             | 13     | 1      |
| Усього за «Катанію»        | Усього за «Катанію»        | Усього за «Катанію»        | 64        | 9         |                    | 9                  | 0                  |                      | -                    | -                    |               | -             | -             | 73     | 9      |
| січ.-черв. 2012            | «Лечче»                    | A                          | 16        | 0         | КІ                 | -                  | -                  | -                    | -                    | -                    | -             | -             | -             | 16     | 0      |
| серп. 2012                 | «Лечче»                    | ЛП1Д                       | -         | -         | КІ+КІ-ЛП           | 2+0                | 0                  | -                    | -                    | -                    | -             | -             | -             | 2      | 0      |
| Усього за «Лечче»          | Усього за «Лечче»          | Усього за «Лечче»          | 45        | 4         |                    | 2                  | 0                  |                      | -                    | -                    |               | -             | -             | 47     | 4      |
| серп. 2012–13              | «Гроссето»                 | B                          | 24        | 5         | КІ                 | -                  | -                  | -                    | -                    | -                    | -             | -             | -             | 24     | 5      |
| серп.-груд. 2013           | «Гроссето»                 | ЛП1Д                       | 6         | 1         | КІ+КІ-ЛП           | 0                  | 0                  | -                    | -                    | -                    | -             | -             | -             | 6      | 1      |
| Усього за «Гроссето»       | Усього за «Гроссето»       | Усього за «Гроссето»       | 30        | 6         |                    | 0                  | 0                  |                      | -                    | -                    |               | -             | -             | 30     | 6      |
| груд. 2013–14              | «Барі»                     | B                          | 14+2      | 1         | КІ                 | -                  | -                  | -                    | -                    | -                    | -             | -             | -             | 16     | 1      |
| Усього за кар'єру          | Усього за кар'єру          | Усього за кар'єру          | 491+14    | 68+1      |                    | 30                 | 3                  |                      | 10                   | 1                    |               | -             | -             | 545    | 73     |

### Статистика виступів за збірну
| Дата      | Місто   | Господарі | Результат | Гості    | Турнір           | Голи | Примітки |
| --------- | ------- | --------- | --------- | -------- | ---------------- | ---- | -------- |
| 16-8-2006 | Ліворно | Італія    | 0 – 2     | Хорватія | товариський матч | -    | 85'      |
| Усього    |         | Матчів    | 1         |          | Голів            | 0    |          |